# 今川憲英
今川 憲英（いまがわ のりひで、1947年4月1日 - ）は、日本の外科医的建築家、日本を代表する構造家の一人、構造エンジニア、構造デザイナー、構造設計家、構造的建築家。

## 略歴
広島県尾道市生まれ。1962年に三原工業高等学校付属中学校、1965年に三原工業高等学校機械科を卒業し1969年日本大学理工学部建築学科を卒業。大学時代は坪井善勝研究室に所属。その後東京大学生産技術研究所川股研究室、渡辺邦夫擁する構造設計集団（S.D.G）を経て1978年に構造設計事務所T.I.S. & PARTNERSを設立。
職業能力開発大学校（現・職業能力開発総合大学校）、武蔵野美術大学、女子美術大学、明治大学、東海大学、近畿大学、京都工芸繊維大学非常勤講師を経て、2000年から東京電機大学工学部建築学科教授。
東京電機大学未来科学部建築学科教授を経て2017年より同大学名誉教授。構造設計事務所T.I.S. & PARTNERS主宰。2004年に株式会社M&SD研究会設立。
2007年5月に株式会社ISGW設立(Chairman CEO兼任)。

## 主な作品・構造デザイン作品
- 東京銀座資生堂ビル （第28回東京建築賞優秀賞[1]）
- 横浜赤レンガ倉庫
- マイカル三田ポロロッカ
- 石の教会 内村鑑三記念堂
- MINT HOUSE（1993年度　住宅建築賞）
- 清水老舗小路
- 国営滝野すずらん丘陵公園「虹の巣ネット」造形作家・堀内紀子とのコラボレーション
- 国営越後丘陵公園「花と緑の館」
- 国立長崎原爆死没者追悼平和祈念館
- 新青森県総合運動公園「青い森アリーナ」
- 今井篤記念体育館
- 黒部市国際文化センター/コラーレ
- 大阪国際平和センターピースおおさか
- 石打ダム資料館（1994年度　松井源吾賞）
- 千葉市立打瀬小学校
- 川上村林業総合センター
- 苓北町民ホール（くまもとアートポリス）
- 図研本社・中央研究所（1992年度　日本建築構造技術者協会（JSCA）賞）
- 国際文化会館（保存再生／監修）
- 「ガラスと鋼の耐震システムISGW」（2008年度　グッドデザイン賞（新領域部門））

## 受賞
- "Shells and Spatial Structures: From Recent Past to the Millennium"（和文名「素材と空間を結ぶ構造デザイン」）（1999年度　IASS Tsuboi Award)
- 日本建築学会作品選奨　-　太田市総合ふれあいセンター（建築家今村雅樹と共同受賞）
- 東京建築賞　-　東京銀座資生堂ビル
- 日本建築学会作品選奨　-　西合志町保健福祉センター（くまもとアートポリス：建築家今村雅樹と共同受賞）
- 日本建築学会業績賞　-　横浜赤レンガ倉庫
- 日本建築学会業績賞　-　国際文化会館保存再生
- 土木学会景観デザイン賞　-　多摩都市モノレール立川北駅
- 高雄国家芸術文化中心国際コンペ3位（台湾）
- BELCA賞　-　国際文化会館保存再生
- 国際シェル・空間構造学会(IASS)TSUBOI賞

## 文献
著書
- 1987.1 SD『木造建築の現代』（企画・監修）
- 1989.1 SD『続・木造建築の現在』（企画・監修）
- 1990.11 TIMBER COMPANION－『木による空間構造へのアプローチ－木で可能な15の基本架構の構造デザイン』　今川憲英・岡田章 共著
- 1994.10 SD『トロハの遺した構造と空間』（解説）
- 1997.2 SD特集『木を生かした架構と空間』（監修）
- 2002　『建築家 林雅子』（編集「建築家 林雅子」委員会）
- 2004　『ドーム構造の技術レビュー』（解説）
- 2018　『素材は語る1 木と空間』